# Сент-Джеймс, Сьюзан
Сьюзан Сент-Джеймс (англ. Susan Saint James, род. 14 августа 1946) — американская актриса и активиста, лауреат премии «Эмми», наиболее известная своей работой на телевидении в 1960—1980-х годах.

## Карьера
Сент-Джеймс достигла первой широкой известности по роли в сериале «Название игры», где она снималась с 1968 по 1971 год. За свою роль она получила премию «Эмми» за лучшую женскую роль второго плана в драматическом телесериале в 1969 году.
С 1971 до 1976 года она исполняла роль Салли Макмиллан в сериале «МакМиллан и жена», который принес ей четыре номинации на «„Эмми“ за лучшую женскую роль в драматическом телесериале», а также три на «Золотой глобус». Позже она сыграла главные роли в нескольких голливудских фильмах, таких как «Блюз в законе» (1977), «Любовь с первого укуса» (1979), который принес ей номинацию на премию «Сатурн» в категории «Лучшая киноактриса», «Как победить дороговизну жизни» (1980), «Точная копия» (1981) и «Не плачь, это просто гром» (1982).
С 1984 по 1989 год она исполняла главную роль в комедийном сериале «Кейт и Элли», вместе с Джейн Куртин. Она получила ещё три номинации на «Эмми» в категории «Лучшая актриса в комедийном сериале». После завершения сериала «Кейт и Элли», Сент-Джеймс объявила, что уходит из профессии актрисы ради материнства. После она появлялась на экранах лишь трижды: в 1996 в эпизоде ситкома The Drew Carey Show, в 2006 в драме «Закон и порядок: Специальный корпус», и в 2011 году в двух эпизодах сериала «Форс-мажоры».
11 июня 2008 года, Сент-Джеймс была удостоена собственной звезды на Голливудской «Аллее славы».

## Личная жизнь
Сент-Джеймс была замужем трижды. С 1981 года она в браке с продюсером Диком Эберсолом, у них трое детей. 28 ноября 2004 года самолет, в котором находились Эберсол и двое её сыновей потерпел крушение в штате Колорадо. Эберсол и сын Чарльз выжили, но сын Тедди, которому было 14 лет, а также пилот и стюардесса погибли.

## Фильмография
- «Пи Джей» (1968)
- «Там, где ангелы появляются, неприятности начинаются» (1968)
- «Что в этом плохого чувствовать себя хорошо?» (1968)
- «Пила» (1969)
- «Незаконный блюз» (1977)
- «Любовь с первого укуса» (1979)
- «Спасите «Титаник»» (1979)
- «Как победить дороговизну жизни» (1980)
- «Точная копия» (1981)
- «Не плачь, это просто гром» (1982)